# Retalhos da Vida de um Médico
Retalhos da Vida de Um Médico é um livro escrito por Fernando Namora, publicado em 1949 pela Inquérito, que conta várias histórias passadas por este, enquanto exercia medicina no interior de Portugal (Beira Baixa e Alentejo), mas também na cidade. Essas histórias são memórias e são contadas na primeira pessoa. 
Esta obra é fragmentada pois é constituída por fragmentos independentes e sem sequência cronológica.
É considerada uma obra mista a nível de géneros literários podendo inserir-se em contos, autobiografia ou diário.
É um livro muito interessante porque nos conta como era a vida dos médicos antigamente e porque tem uma escrita muito pessoal e com um uso rico de adjetivos.

## Adaptações
Retalhos da Vida de um Médico  foram adaptados ao cinema, por intermédio do realizador Jorge Brum do Canto (em 1963, filme selecionado para o Festival de Berlim).
Em 1980 foi emitida na RTP uma série televisiva  baseada na obra e da responsabilidade de Artur Ramos e Jaime Silva.